# Milovan Petrovikj
Milovan Petrovikj (cirill betűkkel: Милован Пeтpoвиќ; Kavadarci, 1990. január 23. –) macedón válogatott labdarúgó, aki jelenleg a GFK Tikves játékosa.

## Pályafutása

### Klubcsapatokban
A pályafutását 2008-ban kezdte a GFK Tikveshnél. 2010-ben az Rabotnicskihez igazolt.  2014-ben megnyerte a macedón bajnokságot és a kupát. 2016 és 2018 között a horvát Osijek csapatában játszott, 2019-ben rövid időre újra a Rabotnicski játékosa lett. 2020–21-ben a Vardart erősítette, 2021-ben a Radnik Surdulica együtteséhez igazolt.

### A válogatottban
2009–ben U-21-es Európa-bajnoki selejtezőkre kapott meghívást. Összesen 5-ször kapott lehetőséget a macedón junior válogatottban.
Macedónia felnőtt válogatottjában a 2015. szeptemberi, Luxemburg elleni Európa-bajnoki selejtező mérkőzésen mutatkozott be a felnőtt válogatottban, és összesen 9 találkozón lépett pályára. Utolsó válogatott meccse a 2016. októberi labdarúgó-világbajnoki selejtező mérkőzés volt Olaszország ellen.

### Mérkőzései a macedón válogatottban
| #  | Dátum               | Ellenfél         | Eredmény | Kiírás              | Esemény |
| -- | ------------------- | ---------------- | -------- | ------------------- | ------- |
| 1. | 2015. szeptember 5. | Luxemburg        | 0 – 1    | Eb-selejtező        |         |
| 2. | 2015. szeptember 8. | Spanyolország    | 0 – 1    | Eb-selejtező        | 33'     |
| 3. | 2015. október 9.    | Ukrajna          | 0 – 2    | Eb-selejtező        |         |
| 4. | 2015. október 12.   | Fehéroroszország | 0 – 0    | Eb-selejtező        |         |
| 5. | 2015. november 12.  | Montenegró       | 4 – 1    | barátságos mérkőzés | 58'     |
| 6. | 2015. november 17.  | Libanon          | 0 – 1    | barátságos mérkőzés | 63'     |
| 7. | 2016. szeptember 5. | Albánia          | 1 – 2    | Vb-selejtező        | 61'     |
| 8. | 2016. október 6.    | Izrael           | 1 – 2    | Vb-selejtező        | 46'     |
| 9. | 2016. október 9.    | Olaszország      | 2 – 3    | Vb-selejtező        | 68' 90' |

## Sikerei, díjai
FK Rabotnicski
- Macedón labdarúgó-bajnokság bajnok: 2013–14
- Macedón labdarúgó-bajnokság ezüstérmes: 2014–15
- Macedón labdarúgó-bajnokság bronzérmes: 2010–11